# Dobra, Mehedinți
Dobra este un sat în comuna Bălăcița din județul Mehedinți, Oltenia, România.